# Iubește-mă la greu!
Iubește-mă la greu! (Love the hard way) este un film lansat în 2001, în regia lui Peter Sehr.
Filmul a primit trofeul “Leopardul de argint” în cadrul Festifalului Internațional de Film de la Locarno și premiile pentru “Cel mai bun actor” și “Cea mai bună actriță” în cadrul Festivalului Internațional de Film de la Valenciennes.
Scenariul, scris de Peter Sehr și Marie Noëlle se bazează pe nuvela “Yi ban Shi Huo Yan, Yi Ban Shi Hai Shui” a scriitorului chinez Wang Shuo.

## Rezumat
Filmul ne prezintă povestea de dragoste a doi tineri provenind din lumi total diferite, care aparent nu au nimic în comun. Jack (Adrien Brody) este un escroc , cu metode de operare foarte originale, aflat în vizorul poliției. Claire (Charlotte Ayanna) este o studentă iminentă la biologie, pe care pare să o aștepte un viitor luminos.
Cei doi se întâlnesc absolut întâmplător, însă viețile opuse, dar și personalitățile lor contrastante îi determină să păstreze legătura. Jack este un cuceritor, cu o încredere debordantă în propria persoană, lucru care pe naiva Claire o scoate din minți. Din dorința de a-i arăta că este mai puternică decât o crede el și că nu-i va pica în mreje așa cum se așteaptă, Claire acceptă frecvente ieșiri în doi, lucru care îi apropie. Fata prinde drag de el, iar cu timpul, faptul că Jack nu are intenții prea serioase cu ea (și i-o spune în față), o face să-și piardă controlul. 
Visează la relații de poveste și nici măcar sfaturile prietenei ei cele mai bune (care nu vede cu ochi buni relația dintre cei doi) nu o fac să deschidă ochii. Abea în momentul în care îl prinde pe Jack în pat cu o altă femeie, iși dă seama că acesta i-a spus mereu adevărul: nu a însemnat nimic pentru el, nu a vrut nicio clipă ceva serios de la ea, a vrut doar să se distreze. 
Abandonată și deznădăjduită, Claire începe să-și neglijeze studiile. Oricât s-ar strădui, pare să nu existe pentru Jack. Face tot ce-i stă în putere să-i capteze atenția, indiferent de consecințe. Felul în care alege să se răzbune pentru suferința pe care i-a pricinuit-o, le face rău amândurora. Situația scapă de sub control și lumea lor se prăbușește în momentul în care Jack este prins de poliție și băgat la închisoare o bună perioadă de timp.
Ca și în realitate, roata se învârtește, și după eliberare este rândul lui Jack să o implore pe Claire să-i permită măcar să o mai vadă.

## Distribuție
| Actor            | Rol                |
| ---------------- | ------------------ |
| Adrien Brody     | Jack Grace         |
| Charlotte Ayanna | Claire Harrison    |
| Jon Seda         | Charlie            |
| August Diehl     | Jeff               |
| Pam Grier        | Detectiv Linda Fox |